# Svarttjärnen (Mörsils socken, Jämtland, 701776-139567)
Svarttjärnen är en sjö i Åre kommun i Jämtland och ingår i Indalsälvens huvudavrinningsområde.